# Abschnittsbefestigung Schlossleite (Pappenheim)
Die Abschnittsbefestigung Schlossleite ist eine abgegangene vermutlich frühmittelalterliche Burganlage, die sich einst auf einem Bergsporn über dem Tal der Schambach und dem Ruderstal, einem kleinen Trockental, erhob. Die Wallanlage befindet sich in nordöstlicher Richtung etwa 1760 Meter entfernt von der Neudorfer Ortskirche Sankt Jakobus, einem Gemeindeteil der Stadt Pappenheim im Landkreis Weißenburg-Gunzenhausen in Bayern, Deutschland. Von dem als Bodendenkmal geschützten Objekt ist noch ein Abschnittswall erhalten. Geschichtliche Daten über diese Befestigung sind nicht bekannt, sie scheint nie vollendet worden zu sein.

## Beschreibung
Die Abschnittsbefestigung befindet sich in der Waldabteilung Schlossleite auf einem nach Norden gerichteten Bergsporn, einem Ausläufer des östlich gelegenen Sandbucks. Nach Norden und nach Osten ist die Wallanlage durch steil abfallende Hänge zum Tal der Schambach, dem sogenannten Laubental, geschützt, nach Westen hin zu einem kleinen Trockental, dem Ruderstal. 
Die Befestigung wird durch einen gebogenen Abschnittswall, der sich vom nordwestlichen Steilhang nach Südosten entlangzieht, gegen die anschließende bewaldete Hochfläche gesichert. Sie endet im Osten der Wallanlage am nach Norden abfallenden Hang. Dieser Wall wurde auf einer natürlichen Geländestufe angelegt. Da er sich aber nur an seiner Westseite als fertiggestellt darstellt, scheint die gesamte Anlage nie vollendet worden zu sein. Die Länge dieses Wallstückes beträgt 50 Meter, seine Höhe einen Meter und seine Breite acht Meter. Ein vorgelegter Graben fehlt. Die ursprüngliche Breite dieser Trockenmauer betrug früher etwa vier Meter. Der frühere Zugang zur Befestigung lag im Westen der Anlage, dort biegt der Wall fünf Meter nach Norden um, bevor er den Steilhang erreicht, und verläuft parallel mit dem Hang noch zwölf Meter weit. Er bildet damit eine ebenso lange Torgasse zur Anlage. Die Mauer wurde aus dem in der unmittelbaren Umgebung verfügbaren Material, Härtlingen der Albhochfläche, erstellt.